# Jūryō
Jūryō (十両) est le nom usuel de la deuxième division la plus élevée dans le classification du sumo. Son nom officiel est jūmaime (十枚目), mais il est rarement utilisé.
Les lutteurs de sumo classés en dessous de la division jūryō (makushita) sont considérés comme en formation, et ne reçoivent qu'une faible somme d'argent en tant que salaire. Les lutteurs jūryō, comme ceux de la première division, la makuuchi, reçoivent un salaire mensuel pour le fait d'être un sekitori (un membre des deux premières divisions).
Les lutteurs de jūryō sont, avec ceux de makuuchi, les seuls lutteurs qui combattent durant tous les quinze jours du tournoi (honbasho). Dans le cas de blessure et de retrait du tournoi d'un lutteur de makuuchi, un lutteur de jūryō rencontre un de makuuchi dans un combat occasionnel. D'autres rencontres makuuchi-jūryō ont souvent lieu en fin de tournoi, afin de mieux établir les promotions et rétrogradations des lutteurs pour le tournoi suivant.
La division jūryō compte actuellement 28 lutteurs.